# 吳政學 (企業家)
吳政學（1967年—）85度C創辦人、美食達人股份有限公司的董事長，出生於雲林縣口湖鄉。於蔡英文造訪85度C洛杉磯門市事件後表態支持九二共識。

## 學歷
- 臺中市立豐原國民中學（補校）
- 臺北市私立東方高級工商職業學校

## 經歷
- 美容院
- 生活休閒小站（首位加盟主）
- 鞋底加工廠（中國）
- 大理石廠
- 熱到家pizza（十元比薩）
- 達客利（DFC）本土炸雞

## 外部連結
- 85度C的吳政學夜市暴發富傳奇（页面存档备份，存于）
- 吳政學的決心快而執行速度亦是更快（页面存档备份，存于）